# Scrancia melierax
Scrancia melierax är en fjärilsart som beskrevs av Sergius G. Kiriakoff 1965. Scrancia melierax ingår i släktet Scrancia och familjen tandspinnare. Inga underarter finns listade.